# Тернова (Солоницівська селищна громада)
Тернова́ — село в Україні, у Солоницівській громаді Харківського району Харківської області. Населення становить 22 осіб. Колишній орган місцевого самоврядування — Протопопівська сільська рада.
Колишня назва - Вертіївка.
Село Терновка вперше згадується на мапі Золочівського повіту 1784 року.

## Географія
Село Тернова знаходиться на лівому березі річки Криворотівка, вище за течією примикає село Вертіївка (Богодухівський район), нижче за течією на відстані 2 км — село Гуківка, на річці кілька загат.